# Жетыбай Южный
Южный Жетыбай — газоконденсатнонефтяное месторождение расположено в Мангистауской области Казахстана в 4,5 км к югу от месторождения Жетыбай. Месторождение открыто в 1968 г. В 1972 г. выявлены залежи в триасе.
Установлена промышленная нефтегазоносность среднеюрских, нижнеюрских и триасовых отложений. Этаж продуктивности, в котором выделяется 15 горизонтов, достигает 2000 м.
Нефти плотностью 855 −868 кг/м³, легкая отмечена лишь в V горизонте — 841 кг/м³. Газонасыщенность пластовых нефтей изменяется от 64 до 99 м³/т.
В триасовых залежах газы легкие, метановая составляющая достигает 91 %.
Содержание стабильного конденсата в юрских залежах достигает 108 г/м³, в триасовых — 125 г/м³.
В настоящее время разработку месторождения ведёт компания ОАО «Мангистаумунайгаз». Добыча нефти 2010 году составила 151 тыс. тонн.

## Источник
- Справочник: Месторождения нефти и газа, Алматы — 2007.